# 金田時男 (実業家)
金田 時男（かねだ ときお、1937年4月16日 - ）は、韓国の実業家。滋賀県出身。韓国名は金時鐘（キム・シジョン、김시종）。
2018年2月現在、神奈川韓国青年商工会青友会会長を務める。
妻の金田知子は演歌歌手としての活動も行っており、北野武と金田夫妻は十数年来の親交を有している。

## 北野映画への出演経緯
金田は一般に、北野武監督の映画『アウトレイジ ビヨンド』『アウトレイジ 最終章』に出演した「東京在住の韓国フィクサー・張大成（チャン・テソン）」役として知られるが、本業は上記の通り実業家であって俳優ではない。『アウトレイジ ビヨンド』出演時は、金田は在日韓国人向けの新聞「統一日報」の会長を務めていた。
オフィス北野社長・森昌行のインタビュー記事によると、実業家の金田が北野映画に出演することになった経緯は次のとおりである。
たけしは金田の息子と個人的な知り合いであり、その関係で父親の金田時男とも十数年来の交友を有している。たけしは金田の息子と食事をともにするうちに、父親である金田時男が戦後の日本でどのように生きてきたか、という話に強い関心を持った。
金田は松田優作の自伝なども読んでいたという。森によると、金田がたけしに対して「お金はいくら稼いでも、いつかは消えてしまう。その点、俳優は映画にその姿を残すことができて羨ましい。とんでもないと思うかもしれないが、北野作品に自分の姿を刻みつける機会があればお願いできないか」と話したことが、映画出演のきっかけになったという。
森によれば「金田さんは顔つきがいいし、あの存在感は本職の俳優たちにも負けていない」と高い評価を得たことから、『アウトレイジ ビヨンド』『アウトレイジ 最終章』では、済州島出身の在日韓国人実業家で、日韓両国に大きな政治力を有するフィクサーでもある張（チャン）会長という役柄で出演することになった。

## 受賞歴
2018年
- 第27回東京スポーツ映画大賞（2018年1月23日）
  - 新人賞（『アウトレイジ 最終章』）
  - 助演男優賞（『アウトレイジ 最終章』大杉漣、大森南朋、ピエール瀧、松重豊と共同受賞）